# Marnay-sur-Seine
Marnay-sur-Seine település Franciaországban, Aube megyében. Lakosainak száma 235 fő (2022. január 1.). Marnay-sur-Seine Barbuise, Nogent-sur-Seine, Pont-sur-Seine, Saint-Aubin és La Saulsotte községekkel határos.

## Népesség
A település népessége az elmúlt években az alábbi módon változott:
| Lakosok száma | 222  | 203  | 220  | 245  | 223  | 218  | 229  | 234  | 235  | 235  |
|               | 1968 | 1982 | 1990 | 2006 | 2013 | 2015 | 2017 | 2019 | 2020 | 2022 |